# MTV Europe Music Award para Melhor Artista Latino
MTV Europe Music Award para Melhor Artista Latino foi uma categoria do MTV Europe Music Awards (MTV EMA), entregue primeiramente na edição de 2011, destinada a celebrar artistas musicais latino-americanos. A introdução deste prêmio fez parte como parte de uma estratégia para tornar o evento mais "global". Os vencedores do prêmio, anunciado semanas antes de cada edição do MTV EMA, eram automaticamente indicados para o prêmio de Melhor Artista Global, categoria também criada em 2011.
Este prêmio foi atribuído de 2011 de 2016, tendo sido atribuído duas vezes à banda brasileira Restart, uma vez à banda brasileira Fresno, uma vez à cantora mexicana Dulce María, uma vez à cantora brasileira Anitta e uma vez ao cantor colombiano Maluma. Foi a única categoria da edição de 2011 que chegou a ter dez indicados. De 2012 a 2014, o número de indicados foi de cinco e em 2015 e 2016 foi de quatro.  
A partir de 2020, passou a existir uma categoria chamada "Best Latin" ("Melhor Latino", numa tradução literal). Não se conhecendo ao certo o critério da MTV Global para as indicações desta última categoria, a verdade é que a mesma tem destacado músicos que trabalham, de uma ou de outra forma, com gêneros musicais de origem latino-americana, independentemente da nacionalidade.  Até à data de 2022 -, todos os indicados têm sido artistas latino-americanos, com a exceção da espanhola Rosalía.
| Ano  | Vencedor | Indicados                                                                                            |
| ---- | -------- | --- |
| 2011 | Restart  | - Ádammo - Babasónicos - Calle 13 - Don Tetto - No Te Va Gustar - Seu Jorge - Belanova - Panda - Zoé |

1. ↑  «Aurea vence Best Portuguese Act da MTV». Público. 18 de outubro de 2011. Consultado em 13 de setembro de 2023